# Hybolasius genalis
Hybolasius genalis är en skalbaggsart som beskrevs av Thomas Broun 1903. Hybolasius genalis ingår i släktet Hybolasius och familjen långhorningar. Inga underarter finns listade i Catalogue of Life.